# ترانسفورماتور بهره‌ور انرژی
در شبکه معمولی توزیع برق، تلفات توان ترانسفورماتور الکتریکی حدود ۴۰ تا ۵۰ درصد از کل تلفات انتقال و توزیع را به خود اختصاص داده است. بدین ترتیب استفاده از ترانسفورماتورهای بهره‌ور انرژی برای کاهش میزان تلفات توان در سیستم انتقال و توزیع مقرون به صرفه است. با بهبود خواص فولاد الکتریکی (فولاد سیلیکون)، تلفات ترانسفورماتور در سال ۲۰۱۰ می‌تواند نیمی از تلفات نسخه مشابه از آن ترانسفورماتور در دهه ۱۹۷۰ باشد. با مواد مغناطیسی جدید، امکان دستیابی به بهره (راندمان) بالاتری وجود دارد. ترانسفورماتور فلز آمورف یک مثال مدرن در این زمینه است.